# Xylotrechus antilope
Xylotrechus antilope es una especie de escarabajo longicornio del género Xylotrechus. Fue descrita científicamente por Schönherr en 1817.
Se distribuye por Georgia, Serbia, Bosnia y Herzegovina, Croacia, Sicilia, Córcega, Ucrania (Crimea), Irán, Armenia, Rusia europea, Lituania, Chequia, Eslovaquia, Eslovenia, Azerbaiyán, Nueva Guinea, Montenegro, Inglaterra, Polonia, Moldavia, Grecia, Albania, Austria y Bélgica. Mide 7-14 milímetros de longitud. El período de vuelo ocurre en los meses de mayo, junio, julio y agosto.

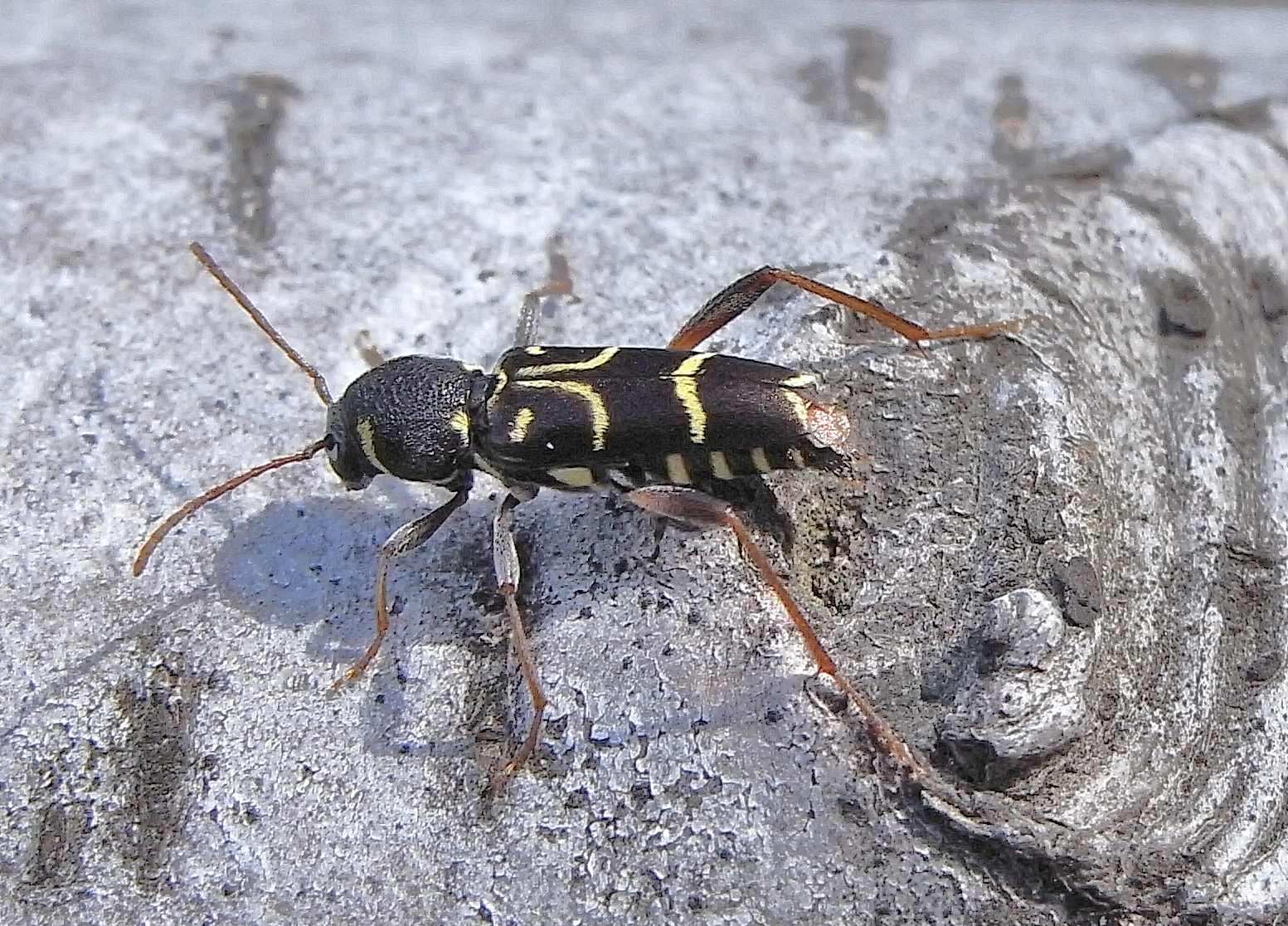
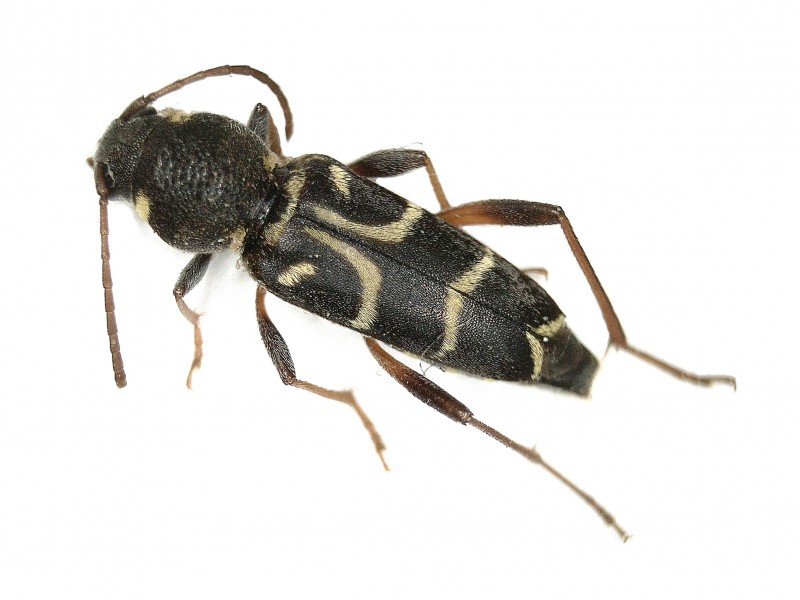
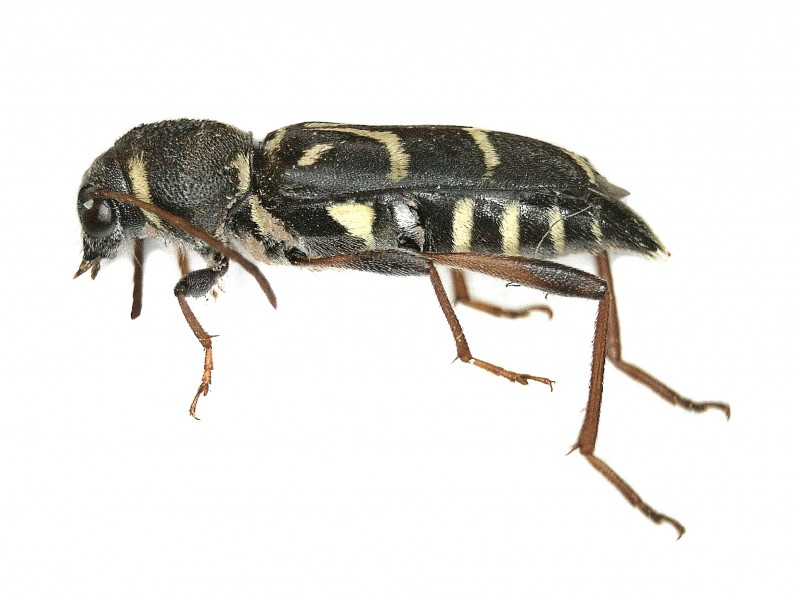
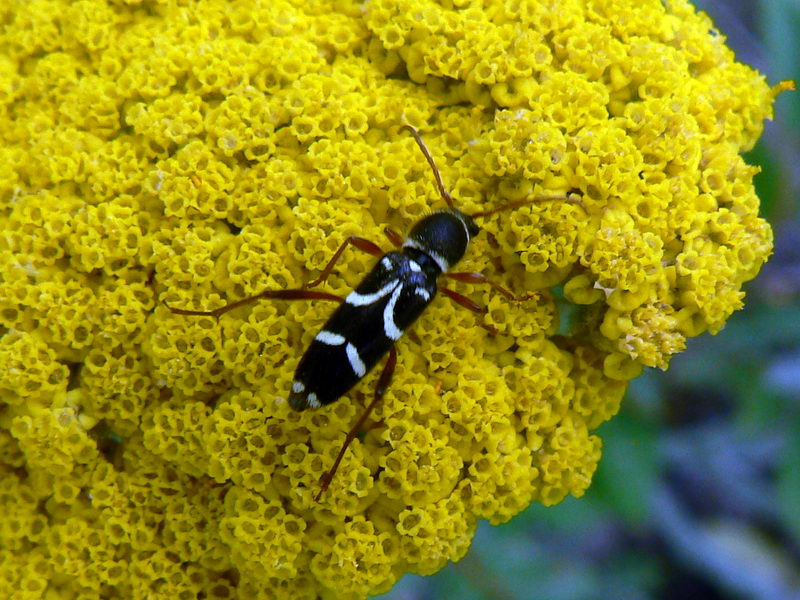